# 체즈어파
체즈어파(Tsezic) 또는 디도어파(Didoic)는 북동캅카스어족의 한 분파이다. 지리적으로 크게 동부와 서부의 언어로 나눌 수 있다. 화자 수가 적어 인근의 아바르어가 화자 사이에서 통용되기도 한다.

## 언어
- 체즈어(디도어)
- 히누흐어
- 베즈타어
- 훈지브어
- 흐와르시어